# Sosnivka, Ivankiv
Sosnivka (în ucraineană Соснівка) este un sat în comuna Fenevîci din raionul Ivankiv, regiunea Kiev, Ucraina.

## Demografie
Componența lingvistică a localității Sosnivka
     Ucraineană (99,04%)
     Alte limbi (0,96%)
Conform recensământului din 2001, majoritatea populației localității Sosnivka era vorbitoare de ucraineană (99,04%), existând în minoritate și vorbitori de alte limbi.